# Rapid City (Dél-Dakota)
Rapid City település az Amerikai Egyesült Államok Dél-Dakota államában, Pennington megyében, melynek megyeszékhelye is. Lakosainak száma 74 703 fő (2020. április 1.).

## Népesség
A település népességének változása:
| Lakosok száma | 939  | 1342 | 3454 | 10 464 | 25 312 | 42 390 | 46 492 | 59 607 | 67 956 | 74 703 |
|               | 1880 | 1900 | 1910 | 1930   | 1950   | 1960   | 1980   | 2000   | 2010   | 2020   |